# مقاطعة كاسيا (أيداهو)
مقاطعة كاسيا (بالإنجليزية: Cassia County)‏ هي إحدى مقاطعات ولاية أيداهو في الولايات المتحدة الأمريكية.